# Critérium del Dauphiné 2012
La 64ª edición del Critérium del Dauphiné se disputó entre el 3 y el 10 de junio de 2012, con un recorrido de  1051,7 km distribuidos en siete etapas y un prólogo, con inicio en Grenoble y final en Châtel.
La carrera forma parte del UCI WorldTour 2012. 
El ganador final fue, por segundo año consecutivo, Bradley Wiggins (quien además se hizo con una etapa). Le acompañaron en el podio su compañero de equipo Michael Rogers y Cadel Evans (vencedor de una etapa y de la clasificación por puntos), respectivamente.
En las clasificaciones secundarias se impusieron Cayetano Sarmiento (montaña), Wilco Kelderman (jóvenes) y Sky (equipos).

## Equipos participantes
Tomaron parte en la carrera 22 equipos: los 18 de categoría UCI ProTeam  (al ser obligada su participación); más 4 de categoría Profesional Continental mediante invitación de la organización Cofidis, le Crédit en Ligne, Saur-Sojasun, Team Argos-Shimano y Team Europcar). Formando así un pelotón de 176 ciclistas con 8 corredores cada equipo. Los equipos participantes serán:
| Equipo                           | Cód. UCI | Categoría               |
| -------------------------------- | -------- | ----------------------- |
| Sky Procycling                   | SKY      | UCI ProTeam             |
| BMC Racing Team                  | BMC      | UCI ProTeam             |
| Astana Pro Team                  | AST      | UCI ProTeam             |
| Lotto Belisol                    | LTB      | UCI ProTeam             |
| Katusha Team                     | KAT      | UCI ProTeam             |
| Team Europcar                    | EUC      | Profesional Continental |
| Ag2r La Mondiale                 | ALM      | UCI ProTeam             |
| RadioShack-Nissan                | RSN      | UCI ProTeam             |
| Liquigas-Cannondale              | LIQ      | UCI ProTeam             |
| Cofidis, le Crédit en Ligne      | COF      | Profesional Continental |
| Euskaltel-Euskadi                | EUS      | UCI ProTeam             |
| FDJ                              | FDJ      | UCI ProTeam             |
| Garmin-Barracuda                 | GRM      | UCI ProTeam             |
| Lampre-ISD                       | LAM      | UCI ProTeam             |
| Saxo Bank-Sungard                | SAX      | UCI ProTeam             |
| Movistar Team                    | MOV      | UCI ProTeam             |
| Omega Pharma-Quick Step          | OPQ      | UCI ProTeam             |
| Orica-GreenEDGE                  | OGC      | UCI ProTeam             |
| Rabobank Cycling Team            | RAB      | UCI ProTeam             |
| Saur-Sojasun                     | SAU      | Profesional Continental |
| Team Argos-Shimano               | ARG      | Profesional Continental |
| Vacansoleil-DCM Pro Cycling Team | VCD      | UCI ProTeam             |

## Etapas

### Prólogo. 3 de junio de 2012.Grenoble-Grenoble, 5,7km (CRI)
|   | Ciclista        | Equipo                 | Tiempo |
| - | --------------- | ---------------------- | ------ |
| 1 | Luke Durbridge  | Orica-GreenEDGE        | 6' 38" |
| 2 | Bradley Wiggins | Sky                    | + 1"   |
| 3 | Andriy Grivko   | Astana                 | + 3"   |
| 4 | Carlos Barredo  | Rabobank               | m.t.   |
| 5 | Tony Martin     | Omega Pharma-QuickStep | + 5"   |

|   | Ciclista        | Equipo                 | Tiempo |
| - | --------------- | ---------------------- | ------ |
| 1 | Luke Durbridge  | Orica-GreenEDGE        | 6' 38" |
| 2 | Bradley Wiggins | Sky                    | + 1"   |
| 3 | Andriy Grivko   | Astana                 | + 3"   |
| 4 | Carlos Barredo  | Rabobank               | m.t.   |
| 5 | Tony Martin     | Omega Pharma-QuickStep | + 5"   |

### Etapa 1. 4 de junio de 2012.Seyssins-Saint-Vallier, 187km

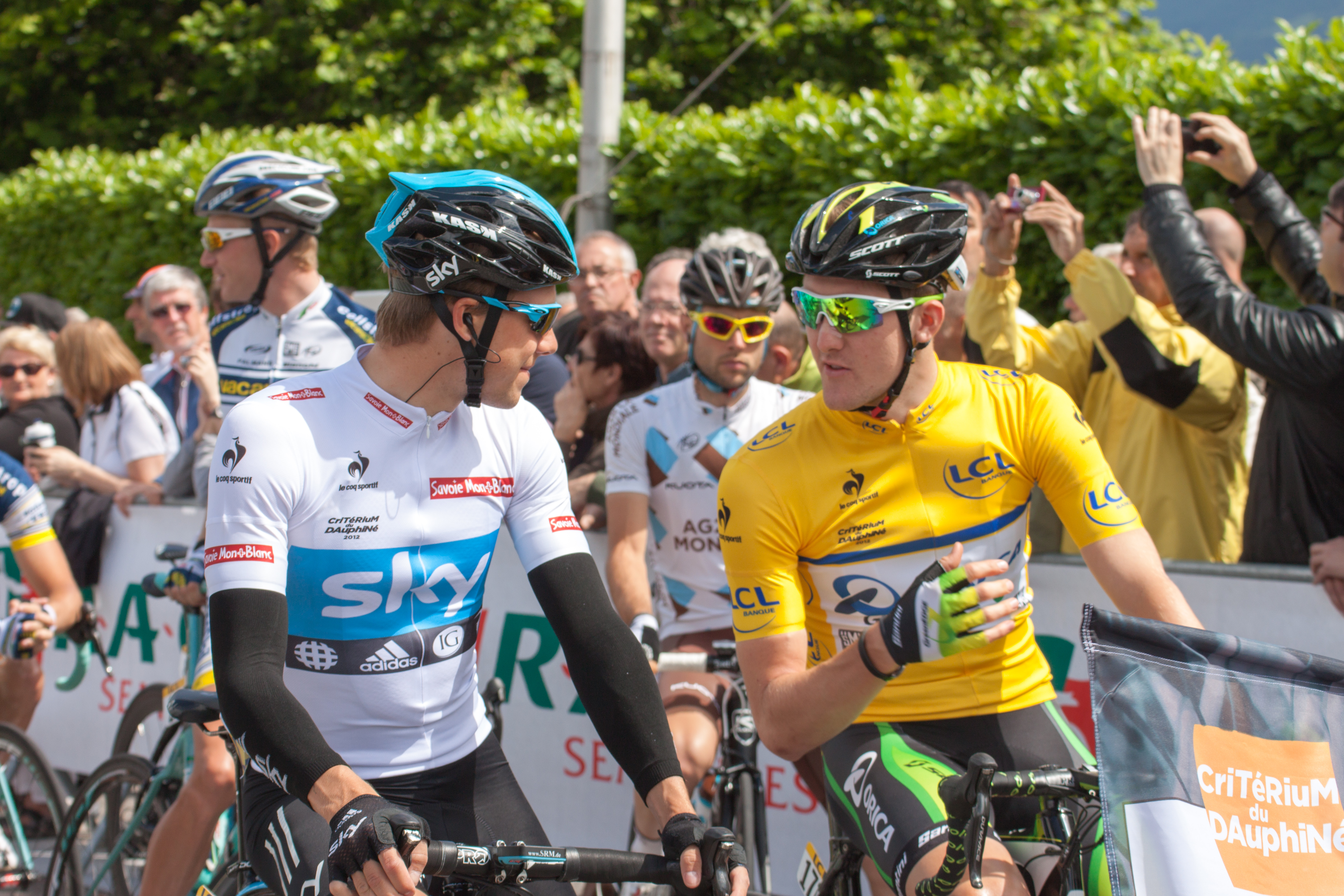
Edvald Boasson Hagen de blanco y Luke Durbridge de amarillo (aunque los dos maillots pertenecían a Durbridge) a la salida de Seyssins.

|   | Ciclista          | Equipo            | Tiempo     |
| - | ----------------- | ----------------- | ---------- |
| 1 | Cadel Evans       | BMC Racing        | 4h 36' 21" |
| 2 | Jérôme Coppel     | Saur-Sojasun      | m.t.       |
| 3 | Andrey Kashechkin | Astana            | m.t.       |
| 4 | Nacer Bouhanni    | FDJ-Big Mat       | + 4"       |
| 5 | Tony Gallopin     | RadioShack-Nissan | m.t.       |

|   | Ciclista        | Equipo                 | Tiempo     |
| - | --------------- | ---------------------- | ---------- |
| 1 | Bradley Wiggins | Sky                    | 4h 43' 04" |
| 2 | Cadel Evans     | BMC Racing             | + 1"       |
| 3 | Andriy Grivko   | Astana                 | + 2"       |
| 4 | Carlos Barredo  | Rabobank               | m.t.       |
| 5 | Tony Martin     | Omega Pharma-QuickStep | + 4"       |

### Etapa 2. 5 de junio de 2012.Lamastre-Saint-Félicien, 160km
|   | Ciclista              | Equipo            | Tiempo     |
| - | --------------------- | ----------------- | ---------- |
| 1 | Daniel Moreno         | Katusha           | 4h 02' 38" |
| 2 | Julien Simon          | Saur-Sojasun      | m.t.       |
| 3 | Tony Gallopin         | RadioShack-Nissan | m.t.       |
| 4 | Rinaldo Nocentini     | Ag2r La Mondiale  | m.t.       |
| 5 | Jurgen Van den Broeck | Lotto Belisol     | m.t.       |

|   | Ciclista        | Equipo                 | Tiempo     |
| - | --------------- | ---------------------- | ---------- |
| 1 | Bradley Wiggins | Sky                    | 8h 45' 42" |
| 2 | Cadel Evans     | BMC Racing             | + 1"       |
| 3 | Andriy Grivko   | Astana                 | + 2"       |
| 4 | Carlos Barredo  | Rabobank               | m.t.       |
| 5 | Tony Martin     | Omega Pharma-QuickStep | + 4"       |

### Etapa 3. 6 de junio de 2012.Givors-La Clayette, 167km
|   | Ciclista             | Equipo                 | Tiempo     |
| - | -------------------- | ---------------------- | ---------- |
| 1 | Edvald Boasson Hagen | Sky                    | 4h 22' 13" |
| 2 | Gerald Ciolek        | Omega Pharma-QuickStep | m.t.       |
| 3 | Borut Božič          | Astana                 | m.t.       |
| 4 | Roger Kluge          | Argos-Shimano          | m.t.       |
| 5 | Murilo Fischer       | Garmin-Barracuda       | m.t.       |

|   | Ciclista        | Equipo                 | Tiempo      |
| - | --------------- | ---------------------- | ----------- |
| 1 | Bradley Wiggins | Sky                    | 13h 07' 55" |
| 2 | Cadel Evans     | BMC Racing             | + 1"        |
| 3 | Andriy Grivko   | Astana                 | + 2"        |
| 4 | Carlos Barredo  | Rabobank               | m.t.        |
| 5 | Tony Martin     | Omega Pharma-QuickStep | + 4"        |

### Etapa 4. 7 de junio de 2012.La Clayette-Bourg-en-Bresse, 53,5km (CRI)
|   | Ciclista         | Equipo                 | Tiempo     |
| - | ---------------- | ---------------------- | ---------- |
| 1 | Bradley Wiggins  | Sky                    | 1h 03' 12" |
| 2 | Tony Martin      | Omega Pharma-QuickStep | + 34"      |
| 3 | Michael Rogers   | Sky                    | + 1' 11"   |
| 4 | Wilco Kelderman  | Rabobank               | + 1' 25"   |
| 5 | Sylvain Chavanel | Omega Pharma-QuickStep | + 1' 33"   |

|   | Ciclista         | Equipo                 | Tiempo      |
| - | ---------------- | ---------------------- | ----------- |
| 1 | Bradley Wiggins  | Sky                    | 14h 11' 07" |
| 2 | Tony Martin      | Omega Pharma-QuickStep | + 38"       |
| 3 | Michael Rogers   | Sky                    | + 1' 20"    |
| 4 | Sylvain Chavanel | Omega Pharma-QuickStep | + 1' 38"    |
| 5 | Cadel Evans      | BMC Racing             | + 1' 44"    |

### Etapa 5. 8 de junio de 2012.Saint-Trivier-sur-Moignans-Rumilly, 186,5km
|   | Ciclista           | Equipo                      | Tiempo     |
| - | ------------------ | --------------------------- | ---------- |
| 1 | Arthur Vichot      | FDJ-Big Mat                 | 4h 42' 17" |
| 2 | Egoi Martínez      | Euskaltel-Euskadi           | + 26"      |
| 3 | Dmitriy Fofonov    | Astana                      | m.t.       |
| 4 | Rémy Di Gregorio   | Cofidis, le Crédit en Ligne | m.t.       |
| 5 | Cayetano Sarmiento | Liquigas-Cannondale         | m.t.       |

|   | Ciclista        | Equipo                 | Tiempo      |
| - | --------------- | ---------------------- | ----------- |
| 1 | Bradley Wiggins | Sky                    | 18h 54' 23" |
| 2 | Tony Martin     | Omega Pharma-QuickStep | + 38"       |
| 3 | Michael Rogers  | Sky                    | + 1' 20"    |
| 4 | Cadel Evans     | BMC Racing             | + 1' 44"    |
| 5 | Wilco Kelderman | Rabobank               | + 1' 45"    |

### Etapa 6. 9 de junio de 2012.Saint-Alban-Leysse-Morzine, 167,5km
|   | Ciclista        | Equipo          | Tiempo     |
| - | --------------- | --------------- | ---------- |
| 1 | Nairo Quintana  | Movistar        | 4h 46' 12" |
| 2 | Cadel Evans     | BMC Racing      | + 16"      |
| 3 | Daniel Moreno   | Katusha         | + 24"      |
| 4 | Bradley Wiggins | Sky             | m.t.       |
| 5 | Pieter Weening  | Orica-GreenEDGE | m.t.       |

|   | Ciclista              | Equipo        | Tiempo      |
| - | --------------------- | ------------- | ----------- |
| 1 | Bradley Wiggins       | Sky           | 23h 40' 59" |
| 2 | Michael Rogers        | Sky           | + 1' 20"    |
| 3 | Cadel Evans           | BMC Racing    | + 1' 26"    |
| 4 | Chris Froome          | Sky           | + 1' 48"    |
| 5 | Jurgen Van den Broeck | Lotto Belisol | + 2' 22"    |

### Etapa 7. 10 de junio de 2012.Morzine-Châtel, 124,5km
|   | Ciclista             | Equipo           | Tiempo     |
| - | -------------------- | ---------------- | ---------- |
| 1 | Dani Moreno          | Katusha          | 2h 59' 37" |
| 2 | Luis León Sánchez    | Rabobank         | m.t.       |
| 3 | Cadel Evans          | BMC Racing       | m.t.       |
| 4 | Edvald Boasson Hagen | Sky              | m.t.       |
| 5 | Rinaldo Nocentini    | Ag2r La Mondiale | m.t.       |

|   | Ciclista              | Equipo        | Tiempo      |
| - | --------------------- | ------------- | ----------- |
| 1 | Bradley Wiggins       | Sky           | 26h 40' 46" |
| 2 | Michael Rogers        | Sky           | + 1' 17"    |
| 3 | Cadel Evans           | BMC Racing    | + 1' 26"    |
| 4 | Chris Froome          | Sky           | + 1' 45"    |
| 5 | Jurgen Van den Broeck | Lotto Belisol | + 2' 12"    |

## Clasificaciones

### Clasificación general
| Posición | Ciclista              | Equipo            | Tiempo      |
| -------- | --------------------- | ----------------- | ----------- |
|          | Bradley Wiggins       | Sky               | 26h 40' 46" |
| 2        | Michael Rogers        | Sky               | + 1' 17"    |
| 3        | Cadel Evans           | BMC Racing        | + 1' 26"    |
| 4        | Chris Froome          | Sky               | + 1' 45"    |
| 5        | Jurgen Van den Broeck | Lotto Belisol     | + 2' 12"    |
| 6        | Vasil Kiryienka       | Movistar          | + 2' 58"    |
| 7        | Janez Brajkovič       | Astana            | + 3' 07"    |
| 8        | Wilco Kelderman       | Rabobank          | + 3' 26"    |
| 9        | Richie Porte          | Sky               | + 3' 34"    |
| 10       | Haimar Zubeldia       | RadioShack-Nissan | + 3' 50"    |

### Clasificación de la montaña
| Posición | Ciclista            | Equipo                      | Puntos |
| -------- | ------------------- | --------------------------- | ------ |
|          | Cayetano Sarmiento  | Liquigas-Cannondale         | 91     |
| 2        | Blel Kadri          | Ag2r La Mondiale            | 61     |
| 3        | David Moncoutié     | Cofidis, le Crédit en Ligne | 61     |
| 4        | Giovanni Bernaudeau | Europcar                    | 38     |
| 5        | Nicolas Edet        | Cofidis, le Crédit en Ligne | 38     |

### Clasificación por puntos
| Posición | Ciclista             | Equipo            | Puntos |
| -------- | -------------------- | ----------------- | ------ |
|          | Cadel Evans          | BMC Racing        | 66     |
| 2        | Dani Moreno          | Katusha           | 58     |
| 3        | Tony Gallopin        | RadioShack-Nissan | 51     |
| 4        | Bradley Wiggins      | Sky               | 47     |
| 5        | Edvald Boasson Hagen | Sky               | 44     |

### Clasificación de los jóvenes
| Posición | Ciclista           | Equipo            | Tiempo      |
| -------- | ------------------ | ----------------- | ----------- |
|          | Wilco Kelderman    | Rabobank          | 26h 44' 12" |
| 2        | Tejay Van Garderen | BMC Racing        | + 1' 23"    |
| 3        | Egor Silin         | Astana            | + 5' 51"    |
| 4        | Alexandre Geniez   | Argos-Shimano     | + 10' 38"   |
| 5        | Tony Gallopin      | RadioShack-Nissan | + 13' 08"   |

### Clasificación por equipos
| Posición | Equipo            | Tiempo      |
| -------- | ----------------- | ----------- |
|          | Sky               | 80h 22' 25" |
| 2        | BMC Racing        | + 13' 34"   |
| 3        | Movistar          | + 17' 27"   |
| 4        | Saur-Sojasun      | + 18' 02"   |
| 5        | RadioShack-Nissan | + 19' 52"   |

## Evolución de las clasificaciones
| Etapa (Vencedor)                | Clasificación general | Clasificación por puntos | Clasificación de la montaña | Clasificación de los jóvenes | Clasificación por equipos |
| ------------------------------- | --------------------- | ------------------------ | --------------------------- | ---------------------------- | ------------------------- |
| Prólogo (CRI) (Luke Durbridge)  | Luke Durbridge        | Luke Durbridge           | no se entregó               | Luke Durbridge               | Orica-GreenEDGE           |
| Etapa 1 (Cadel Evans)           | Bradley Wiggins       | Cadel Evans              | Giovanni Bernaudeau         | Edvald Boasson Hagen         | Sky                       |
| Etapa 2 (Daniel Moreno)         | Bradley Wiggins       | Cadel Evans              | Blel Kadri                  | Tony Gallopin                | Sky                       |
| Etapa 3 (Edvald Boasson Hagen)  | Bradley Wiggins       | Tony Gallopin            | Giovanni Bernaudeau         | Tony Gallopin                | Sky                       |
| Etapa 4 (CRI) (Bradley Wiggins) | Bradley Wiggins       | Tony Gallopin            | Giovanni Bernaudeau         | Wilco Kelderman              | Sky                       |
| Etapa 5 (Arthur Vichot)         | Bradley Wiggins       | Tony Gallopin            | Cayetano Sarmiento          | Wilco Kelderman              | Sky                       |
| Etapa 6 (Nairo Quintana)        | Bradley Wiggins       | Cadel Evans              | Cayetano Sarmiento          | Wilco Kelderman              | Sky                       |
| Etapa 7 (Dani Moreno)           | Bradley Wiggins       | Cadel Evans              | Cayetano Sarmiento          | Wilco Kelderman              | Sky                       |
| Final                           | Bradley Wiggins       | Cadel Evans              | Cayetano Sarmiento          | Wilco Kelderman              | Sky                       |